# Divina proportione
La Divina proportione è un trattato di Luca Pacioli sulle applicazioni della sezione aurea, pubblicato nel 1509 a Venezia da Paganino Paganini.

## Le copie originali
Luca Pacioli fece eseguire tre copie del trattato da amanuensi diversi; di queste copie se ne sono conservate due, una presso la Biblioteca Ambrosiana a Milano e la seconda presso la Bibliothèque Publique et Universitaire di Ginevra in Svizzera. Pacioli regalò la prima copia con dedica a Ludovico il Moro ed è quella conservata in Svizzera, un'altra copia fu invece regalata a Galeazzo Sanseverino, quella di Milano, mentre la terza, della quale si sono perse le tracce, fu invece offerta a Pier Soderini, Gonfaloniere di Firenze. La Divina proportione viene quindi stampato a Venezia nel 1509 da Paganino Paganini (A. Paganius Paganinus characteribus elegantissimis accuratissime imprimebat). Luca Pacioli lavora alla Divina proportione dal 1496 fino alla fine del 1497; nell'edizione a stampa, alla fine della prima parte, quella più strettamente connessa con la sezione aurea, il frate data il momento in cui termina il suo lavoro: Finis adi decembre in Milano nel nostro almo convento MCCCCXCVII (dicembre 1497).

## Contenuto

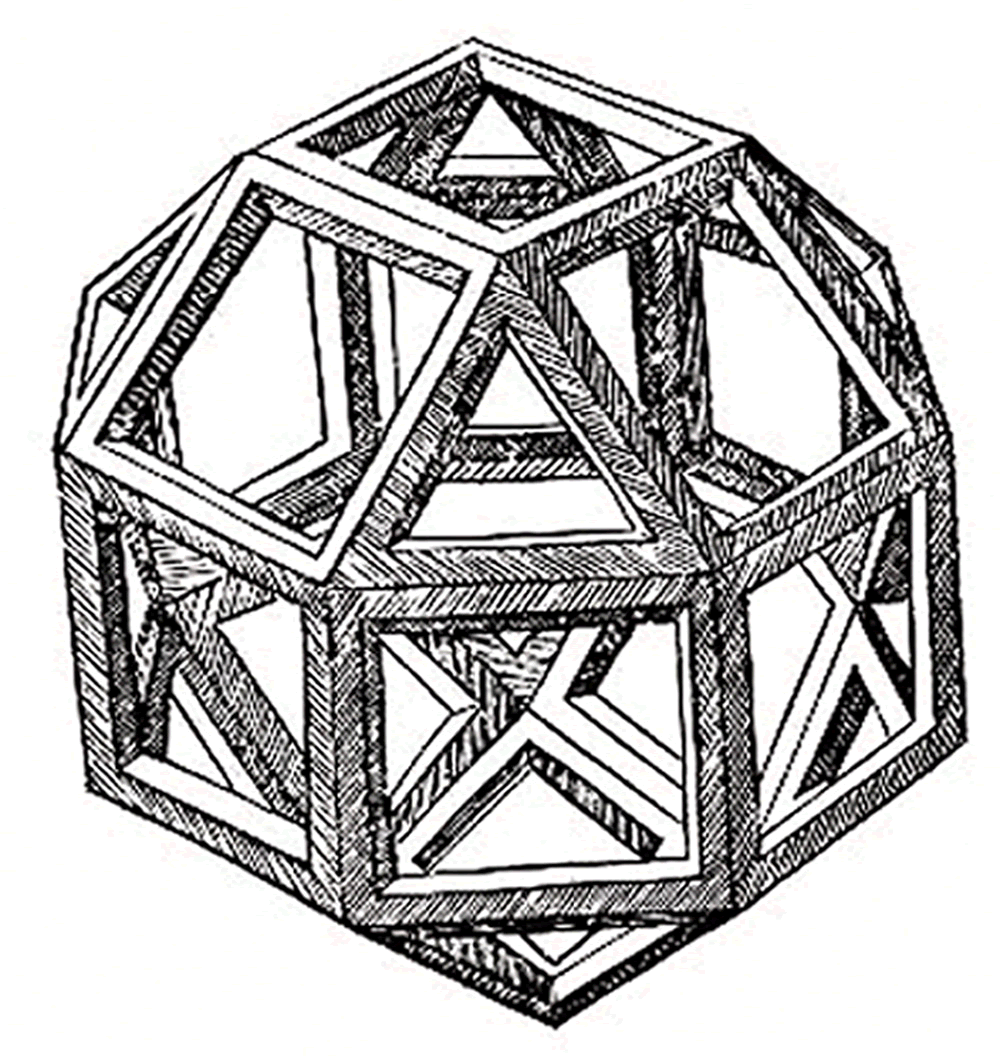
Un rombicubottaedro. Illustrazione di Leonardo da Vinci per la Divina proportione

Nel suo lavoro Pacioli riprende molte opere precedenti, tra cui la nota De prospectiva pingendi di Piero della Francesca.
La proporzione divina, secondo Luca Pacioli, si applica a tutte le arti ed è necessario che tutti gli uomini di ingegno abbiano una copia dell'opera da cui avranno diletto e nuova conoscenza.
L'edizione a stampa del 1509 è composta da tre parti ben distinte: la prima in 71 capitoli tratta del rapporto aureo e delle sue applicazioni nelle varie arti; la seconda in 20 capitoli è un trattato di architettura che si rifà alla teoria di Vitruvio; la terza parte è in realtà la traduzione in italiano del De quinque corporibus regularibus di Piero della Francesca sui cinque solidi regolari. Perciò il frate toscano fu poi accusato di plagio dal Vasari. 
Al termine delle tre parti vi sono due sezioni di illustrazioni, la prima con le lettere maiuscole dell'alfabeto disegnate utilizzando riga e compasso da Luca Pacioli stesso e la seconda con le 60 tavole di Leonardo.

## Edizioni
- Divina proportione. Opera a tutti glingegni perspicaci e curiosi necessaria ove ciascun studioso di philosophia prospectiva pictura sculptura architectura musica e altre mathematice suavissima sottile e admirabile doctrina consequira e delectarassi con varie questione de secretissima scientia, M. Antonio Capella eruditiss. recensente, Venetiis, A. Paganius Paganinus characteribus elegantissimis accuratissime imprimebat, 1509.
- (IT, LA, DE) Divina Proportione. Die Lehre vom goldenen Schnitt, Nach der venezianischen Ausgabe vom Jahre 1509 neu herausgegeben, übersetzt und erläutert von Constantin Winterberg, Wien, Verlag von Carl Graeser, 1889.
- De divina proportione / di Luca Pacioli. - Milano : Biblioteca Ambrosiana, 1956. - XXIX, 247 p. : ill. color. ; 29 cm. Ed. di 280 esemplari numerati, di cui 30 num. I-XXX e 250 num. 1-250. Stampato da Mediobanca. Collana: Fontes Ambrosiani, n. 31